# 鼓山慈仁宮
鼓山慈仁宮，位於臺灣高雄市鼓山區的一間大道公廟，主奉閩南醫神保生大帝（大道公）。

## 歷史沿革
日治時期的鹽埕埔北野町有許多外縣市至高雄工作的居民居住，遇到身體不適時，懷念在故鄉膜拜的神聖——保生大帝，能保佑其身體健康，於是前往鳳山地區有臺南學甲人聚居處祭拜由學甲慈濟宮分靈的保生大帝，經常徒步往返鹽埕（北野町）和鳳山的路途上，由於當時二地交通不便，遂於昭和十一年（西元1936年），由信士鄭水、黃宇宙、黃茂林、戴猛和信女高蔭等人，前往臺南學甲慈濟宮祈求帝令分靈到鹽埕埔北野町奉祀，解決了信眾往返鳳山路途奔波不便之苦，得以就返朝夕膜拜。
信眾日增，香火日增。民國三十五年（西元1946年），信徒決議雕塑保生大帝神像，供信徒參拜，此金尊奉祀場所皆設於爐主之處，每年隨爐主輪流更換而異動。至民國四十八年（西元1959年），信士黃風烈任爐主時，發心捐獻其住宅一部份裝設為神壇，自此神尊有完所安置，受人朝拜，是慈仁宮之前身，即現今鹽埕區北端街一Ｏ三號。而後信徒量又大增，每年保生大帝聖誕，善男信女朝拜者絡繹不絕。原本簡陋廟宇已無法容納集會活動的需要，幸遇現在廟址要出讓，於是稟聖意定奪，得到保生大帝賜准。
現今的慈仁宮廟宇建築於民國七十三年六月十六日開工，民國七十七年八月二十六日舉行安座大典，民國八十三年桐月二十四日三聖佛殿完成。

## 祀神
- 正殿：保生大帝、中壇元帥、註生娘娘、福德正神、太歲星君、文昌帝君、虎爺
- 三聖佛殿：西方三聖（阿彌陀佛、觀世音菩薩、大勢至菩薩）、地藏王菩薩、韋馱尊天菩薩、伽藍聖眾菩薩

## 外部連結
- 鼓山慈仁宮的Facebook專頁